# Nordisk kriminalkrönika
Nordisk kriminalkrönika (ISSN 0347-2493) är en årsbok, som utgavs i Sverige mellan 1970 och 2016. 
I boken sammanfattas flera aktuella svenska kriminalfall, där samtliga (med väldigt få undantag) är lösta och ett domstolsutslag vunnit laga kraft. Dessutom finns uppmärksammade fall från Finland, Norge och Danmark. På senare år har även artiklar från Island kommit med. Samtliga bidrag är autentiskt material som återberättats av de poliser och åklagare som arbetat med respektive ärende.
I bokens avslutande del finns aktuella allmänkriminologiska artiklar, till exempel kring hur man löser brott i andra kulturer, samt en historisk del där ett gammalt kriminalfall (ofta olöst) tas upp på nytt. 
Boken gavs ut av Svenska Polisidrottsförlaget och samtliga intäkter tillfaller främjande av polisidrottsförbundets verksamheter.